# Dermanka, Koreț
Dermanka (în ucraineană Дерманка) este un sat în comuna Ustea din raionul Koreț, regiunea Rivne, Ucraina.

## Demografie
Componența lingvistică a localității Dermanka
     Ucraineană (99,07%)
     Alte limbi (0,93%)
Conform recensământului din 2001, majoritatea populației localității Dermanka era vorbitoare de ucraineană (99,07%), existând în minoritate și vorbitori de alte limbi.